# Habib Pasza as-Saad
Habib Pasza as-Saad (fr. Habib Pacha Es-Saad; ur. 1867, zm. 1942) – libański polityk, prezydent Libanu od 30 stycznia 1934 do 20 stycznia 1936, premier od 10 sierpnia 1928 do 9 maja 1929.